# 5402 Kejosmith
5402 Kejosmith este un asteroid din centura principală de asteroizi.

## Descriere
5402 Kejosmith este un asteroid din centura principală de asteroizi. A fost descoperit pe 27 octombrie 1989 la Observatorul Palomar de Eleanor Francis Helin. Asteroidul prezintă o orbită caracterizată de o semiaxă mare de 2,05 ua, o excentricitate de 0,14 și o înclinație de 16,7° în raport cu ecliptica.